# Anne Eusterschulte
Anne Eusterschulte ist eine deutsche Philosophin.

## Leben
Ab 1983 studierte sie Kunst und Germanistik für das Lehramt Sek. II in Kassel. Nach dem I. Staatsexamen 1989 und der Promotion 1995 zum Dr. phil. hatte sie von 1998 bis 2000 eine Habilitationsstelle an der Universität Kassel. Nach Abschluss des Habilitationsverfahrens im Mai 2006 im Fach Philosophie an der FU Berlin lehrt sie dort seit 2007 als Professorin für Geschichte der Philosophie am Institut für Philosophie.
Ihre Arbeitsschwerpunkte sind Philosophie der Antike, Rezeption der Antike in der Geschichte der Philosophie, mittelalterliche Philosophie, Philosophie der Renaissance und der Frühen Neuzeit, Religionsphilosophie, Wissenschaftstheorie und Wissenschaftsgeschichte, Philosophie des 18. Jhs., Ethik und Ästhetik, Rhetorik/Poetik, praktische Philosophie – Politische Theorie und Sozialphilosophie des 20. Jhs. und Kulturphilosophie und Ästhetik der Gegenwart.

## Schriften (Auswahl)
- Giordano Bruno zur Einführung. Hamburg 1997, ISBN 3-88506-945-8.
- Analogia entis seu mentis. Analogie als erkenntnistheoretisches Prinzip in der Philosophie Giordano Brunos. Würzburg 1997, ISBN 3-8260-1313-1.
- als Herausgeberin mit Wiebke-Marie Stock: Zur Erscheinung kommen: Bildlichkeit als theoretischer Prozess. Hamburg 2016, ISBN 978-3-7873-2255-8.
- als Herausgeberin mit Günter Frank: Cicero in der Frühen Neuzeit. Stuttgart-Bad Cannstatt 2018, ISBN 978-3-7728-2601-6.